# Revelation Records
Revelation Records är ett amerikanskt skivbolag, grundat med bas i Huntington Beach, Kalifornien. Bolaget grundades 1987 av Jordan Cooper och Ray Cappo och är primärt inriktat på att ge ut punk- och hardcoremusik. Cappo lämnade bolaget 1988 för att satsa på sitt band Shelter och sitt nystartade skivbolag Equal Vision Records.
Bland de artister bolaget har gett ut återfinns Texas Is the Reason, Youth of Today och Gorilla Biscuits.

### Fotnoter
1. 1 2  ”Revelation Records”. Discogs.com. http://www.discogs.com/label/Revelation%20Records%20%288%29?sort=artist%2Casc. Läst 27 januari 2012.